# 齋藤智哉
齋藤 智哉（さいとう ともや、1975年 - ）は、日本の教育学者。國學院大学教授
。専門は教育方法学。

## 来歴・人物
1975年（昭和50年）秋田県生まれ。
2009年（平成21年）東京大学大学院教育学研究科博士課程単位取得満期退学。
2009年より國學院大學助教、2012年より准教授、2019年より教授。
教室の事実から学ぶこと
斎藤は各地の小・中学校へスーパーバイザーとして公開研究会に参加する経験から、「教室の事実から学ぶことは、いつでも私たちの予想を遥かに超えている」と語っている。また、子どもたたちにとってジェンダー・バランスは「学び」にとって重要であり、同性のみのグループでは「学び」が深まりにくいという認識にあったが、事実はこうしたジェンダー・バランスとは関係なく、「子どもたちにとって、授業中の教室は，公共圏としてのみ成立しているわけではない。つまり、子どもたちにとっての教室は、公共圏でもあり親密圏でもあるのだ。言い換えれば、パブリックとプライベートのあわいで、子どもたちは学んでいるである。むしろ、パブリックとプライベートの境界線上にあるからこその緊迫感が、子どもたちを『学び』の世界へと誘っているのかもしれない」と語っている。

## 著作・論文・共編著

### 著作
- 小室弘毅・齋藤智哉編著『ワークで学ぶ教育の方法と技術』ナカニシヤ出版、2019年

### 共編著
- 『臨床国語教育を学ぶ人のために （学ぶ人のために）』難波博孝編 長澤貴、牧戸章、難波博孝、森美智代、齋藤智哉（第3章1節）他　世界思想社

### 論文
- 『中村正直(敬宇)における「修養」』(3.【一般A-2】教育史(1),一般研究発表I,発表要旨)
- 『木下竹次における「修養」』(【一般A-2】教育史(3),一般研究発表I,発表要旨)
- 『一九二〇年代の木下竹次の学習法における「修養－自律と協同・道徳的判断・身体』
- 『西尾実における「行的認識」の再検討 : 西田幾多郎の「純粋経験」と「行為的直観」を手がかりに』
- 『西尾実における国語教育観の転換 : 植民地視察による「話しことば」の再発見』
- 『明治期における「修養」の成立』(3 教育史A,自由研究発表I,発表要旨)
- 『木下竹次の学習論の基底--自律的学習の根帯としての「姿勢」』
- 『西尾実の「行的認識」の教育』
- 『折口信夫の師弟関係 : 「かたる」行為と聴く構え』
- 『女教員の修養における身体の表象－後藤静香の希望社運動』
- 『折口信夫の師弟関係 : 「かたる」行為を中心に』
- 『澤柳政太郎における教師の「修養」』(【一般A-2】教育史(3),一般研究発表【A】,発表要旨)
- 『中堅期男性教師が抱いた授業に対する危機感と授業スタイルの変更』
- 『澤柳政太郎の「學修」における「修養」』
- 『少年院における集団指導と個別指導の関係 : フィールド調査を通して』
- 『2.男子少年院における教育の実態と機能に関する実証的研究』(II-2部会 少年非行,研究発表II)』
- 『男子少年院における教育の実態と機能に関する教育学的研究:その(3)職業指導・訓練と更生の連関』(2-【A】教育方法(1),1 一般研究発表I,発表要旨)
- 『男子少年院における教育の実態と機能に関する教育学的研究:その(2)更生の表象に関する分析』(2-【A】教育方法(1),1 一般研究発表I,発表要旨)
- 『男子少年院における教育の実態と機能に関する教育学的研究 : その(1)進級評価システムの機制と矯正の教育』(2-【A】教育方法(1),1 一般研究発表I,発表要旨)